# Lia McHugh
Lia Ryan McHugh (sinh năm 2005) là một nữ diễn viên người Mỹ. Cô được biết đến qua các phim như Totem (2017), The Lodge và Into the Dark (2019). Cô sẽ vào vai Eternal Sprite trong phim điện ảnh Chủng tộc bất tử của Vũ trụ Điện ảnh Marvel (2021).

## Thời thơ ấu
McHugh sinh ra ở Pittsburgh, Pennsylvania, trong một gia đình có truyền thống diễn xuất. Trên cô có ba anh chị là Flynn, Logan và Shea, dưới có một em trai là Gavin, mắc chứng bại não. Gavin cũng là diễn viên, từng vào vai Christopher Diaz trong loạt phim truyền hình 9-1-1.

## Sự nghiệp
McHugh từng tham gia một số dự án phim kinh dị như A Haunting, Totem, Along Came the Devil, The Lodge và Into the Dark. Năm 2019, McHugh được công bố sẽ thủ vai Sprite trong tác phẩm điện ảnh The Eternals. Đây là một phim trong chuỗi phim của Vũ trụ Điện ảnh Marvel.

## Danh sách phim

### Điện ảnh
| Năm  | Tên                  | Vai                | Ghi chú |
| ---- | -------------------- | ------------------ | ------- |
| 2017 | Hot Summer Nights    | Summer Bird Sister |         |
| 2017 | Totem                | Abby               |         |
| 2018 | Along Came the Devil | Young Ashley       |         |
| 2019 | The Lodge            | Mia Hall           |         |
| 2021 | The Eternals         | Sprite             | Hậu kỳ  |

### Truyền hình
| Năm  | Tên            | Vai           | Ghi chú                                     |
| ---- | -------------- | ------------- | ------------------------------------------- |
| 2016 | A Haunting     | Jacey         | Sê-ri phim tài liệu, tập: "Tunnel of Death" |
| 2018 | American Woman | Jessica Nolan | Vai chính, 11 tập                           |
| 2019 | Into the Dark  | Maggie Singer | Tập: "They Come Knocking"                   |